# 小田村 (岐阜県)
小田村（おだむら）は、かつて岐阜県土岐郡に存在した村。
現在の瑞浪市小田町、北小田町、西小田町、南小田町などに該当する。

## 歴史
- 1889年（明治22年）7月1日 - 町村制により小田村が発足。
- 1897年（明治30年）4月1日 - 山田村、寺河戸村と合併し、瑞浪村が発足。同日小田村は廃止。

## 教育
- 小田尋常高等小学校（現・瑞浪市立瑞浪小学校）

## 寺院
- 通源寺
- 正宗寺